# Jean le Recteur
Jean le Recteur (en grec : Ἰωάννης ὁ ῥαίκτωρ, vers 922-947) est un fonctionnaire byzantin, qui sert comme ministre en chef (paradynasteuon) de l'Empire byzantin au début du règne de Romain Ier Lécapène. Faisant face à des accusations, il quitte son poste et se retire dans un monastère, tout en gardant la confiance de l'empereur. Ainsi, ce dernier lui confie une délicate mission diplomatique en Bulgarie en 929. Il fait probablement partie des conspirateurs qui tentent de renverser Constantin VII Porphyrogénète au profit de la restauration d'Étienne Lécapène, fils de Romain Ier, sur le trône.

## Biographie

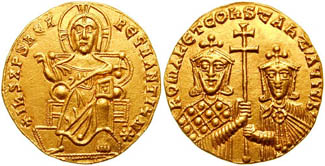
Solidus en or représentant Romain Ier et Constantin VII.

Jean le Recteur est mentionné pour la première fois en 922, après une conspiration infructueuse contre les coempereurs Romain Lécapène et Constantin VII. À cette époque, il est un presbyteros et détient le titre de rhaiktor, agissant comme conseiller en chef (paradynasteuon) de Romain Ier. Après la révélation de la conspiration par un domestique de l'un des participants, il fait venir ce servant au palais impérial. En outre, il soutient avec succès la promotion de Constantin Lorikatos, le protokarabos (capitaine du dromon impérial) et partisan fidèle de Romain, au poste de protospatharios tes phiales, détenu jusque-là par l'un des comploteurs. 
Lors du printemps de l'année 922, il est envoyé s'opposer à une invasion bulgare, aux côtés de l'amiral Alexis Mousélé, le domestique des Scholes Pothos Argyre et son frère Léon Argyre. Au cours de la bataille de Pegae qui s'ensuit près de Constantinople, Jean quitte le champ de bataille rapidement et trouve refuge à bord d'un navire de guerre, tandis que la confrontation se conclut par une lourde défaite byzantine avec la mort et la capture de nombreux hommes,. Peu après, des accusations inconnues contre Jean le Recteur sont portées à la connaissance de Romain Ier. Prétextant être malade, il quitte le palais impérial et se retire dans un monastère qu'il a fondé, près de Galakrenai,. Jean Mystikos lui succède comme paradynasteuon.
En dépit de ces accusations et de son retrait dans un monastère, Jean le Recteur semble avoir conservé la confiance de Romain. En effet, vers 929, il est envoyé à la tête d'une mission diplomatique en Bulgarie. Officiellement, il doit aboutir à la réconciliation entre le tsar Pierre Ier et son jeune frère Ivan, qui venait de se révolter sans succès et avait été contraint de se retirer dans un monastère. Toutefois, il a aussi pour but d'amener Ivan à Constantinople. Durant son séjour dans la capitale impériale, il renonce à son statut de moine et se marie avec une noble byzantine.
Jean le Recteur est probablement le même personnage que l'homonyme qui, en décembre 947, prend part à une conspiration pour déposer Constantin VII, qui était devenu le seul empereur. Les comploteurs désirent restaurer la place d'Étienne Lécapène sur le trône mais ils échouent et sont différemment mutilés, généralement aveuglés et perdant leurs oreilles et leur nez, avant d'être publiquement humiliés dans les rues constantinopolitaines pour finalement être exilés.